# Линия 1 (Марсельское метро)
Линия 1 — одна из 2 линий марсельского метро. Соединяет северо-восток и юго-восток с центром города. Открыта 26 ноября 1977 года, сейчас имеет 18 станции, из которых 17 подземных и одна эстакадная.

## Развитие
- Первый участок линии открыли на участке La rose — Saint charles, открыли 26 ноября 1977 года. Длина — 6,92 км и 7 станции.
- Второй участок линии открыли на участке Saint charles — Castellane, открыли 11 марта 1978 года. Длина — 2,66 км и 4 станции.
- Третий участок линии открыли на участке Castellane — La timone, открыли 5 сентября 1992 года. Длина — 1,71 км и 2 станции.
- Четвёртый участок линии открыли на участке La timone — La Fourragere, открыли 5 мая 2010 года. Длина — 2,77 км и 4 станции.

## Станции
- «Ля-Фуражер» (фр. La Fourragère)
- «Сен-Барнабэ» (фр. Saint-Barnabé)
- «Луи Арман» (фр. Louis Armand)
- «Ля-Бланкард» (фр. La Blancarde), пересадка на SNCF и трамвай
- «Ля-Тимон» (фр. La Timone)
- «Бай» (фр. Baille)
- «Кастеллан» (фр. Castellane)
- «Эстранжан — Префектура» (фр. Estrangin - Préfecture)
- «Вьё-Пор — Мэрия» (фр. Vieux-Port - Hôtel de ville)
- «Кольбер — Руководство региона» (фр. Colbert - Hôtel de région)
- «Сен-Шарль» (фр. Saint-Charles - Gare)
- «Реформэ — Канёбьер» (фр. Réformés - Canebière)
- «Пять авеню — Лоншан» (фр. Cinq avenues - Longchamp)
- «Шартрё» (фр. Chartreux)
- «Сен-Жюс — Руководство департаментом» (фр. Saint-Just - Hôtel de département)
- «Мальпасе» (фр. Malpassé)
- «Фрэ-Валлон» (фр. Frais Vallon)
- «Ля-Роз — Техноград Шато-Гомбер» (фр. La Rose - Technopôle de Château-Gombert)